# Tolga Zengin
Tolga Zengin (Hopa, 1983. október 10. –) török labdarúgó, a Beşiktaş kapusa, 192 cm magas és 81 kg tömegű.
2005 és 2013 között a Trabzonspor játékosa volt, 2011-től távozásáig az együttes csapatkapitánya is. 2006 óta a török válogatottban is szerepel.

## Külső hivatkozások
- Adatlap: Trabszonspor (törökül)